# علی‌اکبر حیدری
سید علی‌اکبر حیدری هفشجانی (زادهٔ ۱۳۲۰ در تهران) کشتی‌گیر آزادکار پیشین ایرانی است که برندهٔ یک مدال برنز المپیک و یک مدال نقرهٔ بازی‌های آسیایی در دستهٔ ۵۲ کیلو شده‌است.
وی در مسابقات کشتی قهرمانی جهان، ۱۹۶۵ منچستر انگلیس، به مقام چهارم دسته ۵۲ کیلوگرم دست یافت.
وی همچنین یکی از مربیان تیم ملی کشتی آزاد ایران در مسابقات قهرمانی جهان ۱۹۷۷ بود.